# Vinmonopolet

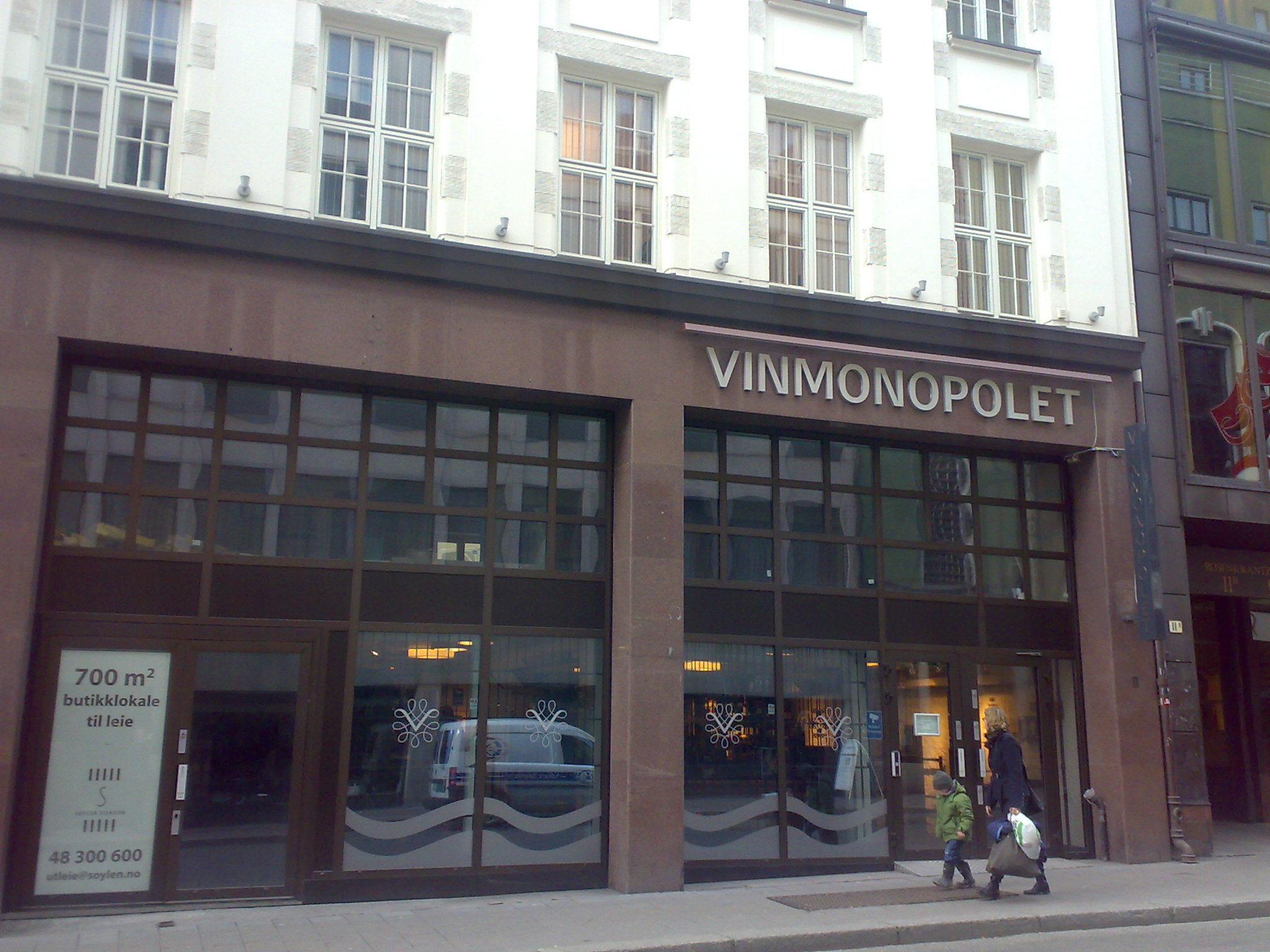
Vinmonopolet på Rosenkrantzgate i Oslo

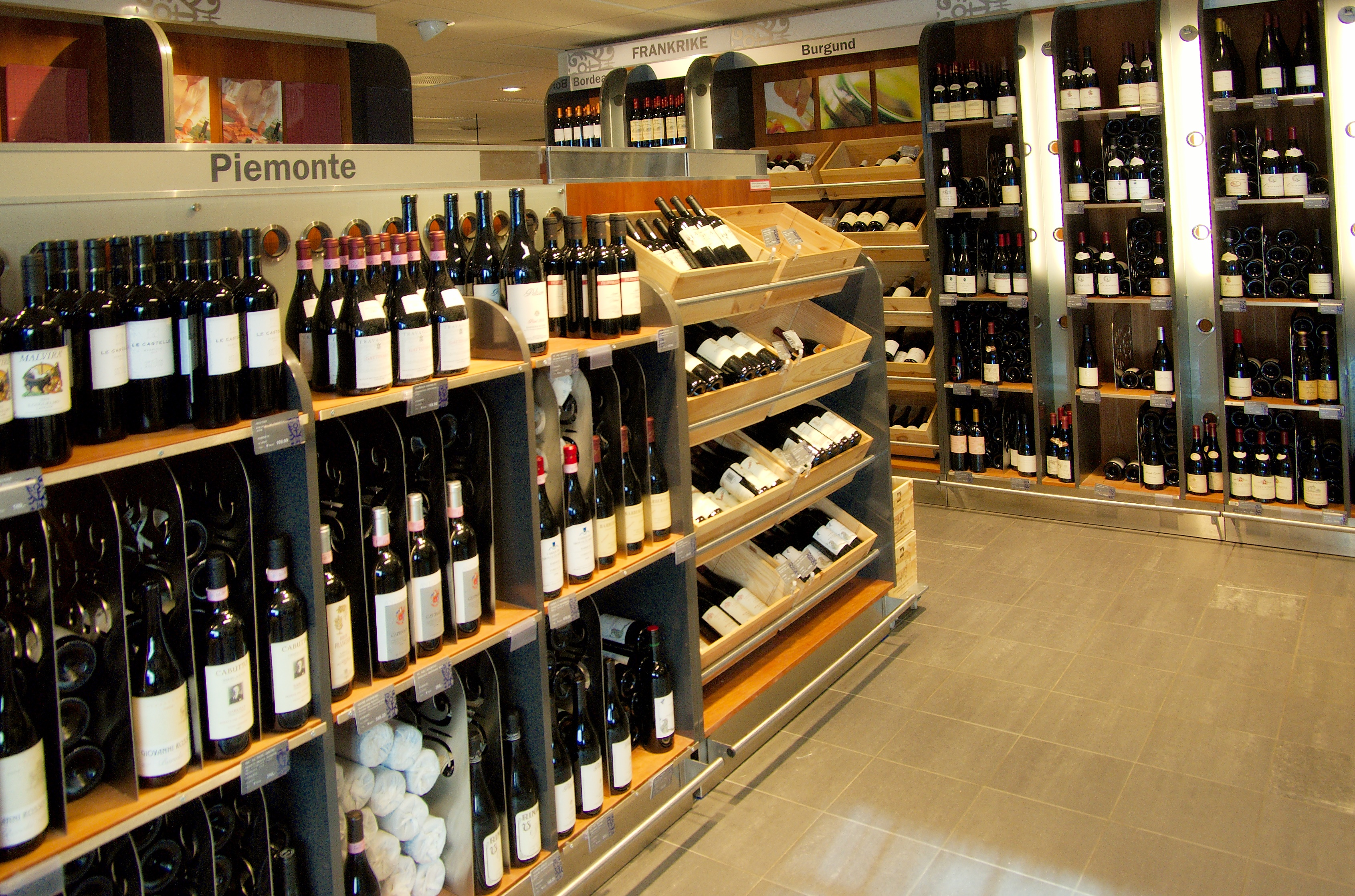
Vinmonopolet på Briskeby i Oslo

Vinmonopolet är ett statligt norskt företag som ägs av Helse- og omsorgsdepartementet. Vinmonopolet har ensamrätt på detaljhandel av alkoholhaltig dryck över 4,75 volymprocent. Drycker med lägre alkoholhalt får säljas i vanliga livsmedelsbutiker. 

## Historik
Vinmonopolet grundades som ett privat aktiebolag under statlig kontroll i november 1922. Etableringen kom som en konsekvens av reglerna under den norska förbudstiden (brännvinsförbudet), och namnet kommer av att det när den grundades bara var tillåtet att sälja vin i Norge. Åren 1917-1922 var all alkohol förbjuden i Norge, men vin tilläts 1922 efter påtryckningar av Frankrike.
Efterhand köpte staten ut de privata ägarna, och sedan 1939 har Vinmonopolet varit ett helstatligt bolag.